# 天主教安巴托教區
天主教安巴托教區（拉丁語：Dioecesis Ambatensis）是厄瓜多爾一個羅馬天主教教區，屬基多總教區。
教區成立於1948年2月28日，位於通古拉瓦省。2006年有教友425,310人（佔轄區總人口87.5%）、四十八個堂區、九十二名司鐸。現任教區主教為赫爾曼·德拉哈諾·帕馮·蓬特。